# البقعة (ريمة)
البقعة هي إحدى قرى مديرية كسمة بمحافظة ريمة اليمنية، بلغ تعداد سكانها 1167 نسمة حسب إحصاء اليمن لعام 2004.